# Liste der Baudenkmäler in Wülfershausen an der Saale
Auf dieser Seite sind die Baudenkmäler in der unterfränkischen Gemeinde Wülfershausen an der Saale zusammengestellt. Diese Tabelle ist eine Teilliste der Liste der Baudenkmäler in Bayern. Grundlage ist die Bayerische Denkmalliste, die auf Basis des Bayerischen Denkmalschutzgesetzes vom 1. Oktober 1973 erstmals erstellt wurde und seither durch das Bayerische Landesamt für Denkmalpflege geführt wird. Die folgenden Angaben ersetzen nicht die rechtsverbindliche Auskunft der Denkmalschutzbehörde.

## Baudenkmäler nach Gemeindeteilen

### Wülfershausen
| Lage                                                                                       | Objekt                                                              | Beschreibung | Akten-Nr.     | Bild           |
| ------------------------------------------------------------------------------------------ | ------------------------------------------------------------------- | --- | ------------- | -------------- |
| An der Stephanskirche, Straße nach Bad Königshofen (Standort)                              | Flurkreuz                                                           | Sandstein, 1904 | D-6-73-184-41 | BW             |
| Angertor (Standort)                                                                        | Steinkreuz                                                          | Sandstein, zweite Hälfte 19. Jahrhundert | D-6-73-184-2  | weitere Bilder |
| B 279 (Standort)                                                                           | Meilensäule                                                         | Sandstein, Mitte 19. Jahrhundert | D-6-73-184-62 | weitere Bilder |
| Bünd, auf der „Wiese“ (Standort)                                                           | Marienfigur                                                         | Statue auf hohem Sockel, Sandstein, 1776 | D-6-73-184-25 | weitere Bilder |
| Dammallee, an der Saale-Brücke, beim Brückenneubau in die Pfarrkirche umgesetzt (Standort) | Heiligenfigur                                                       | Statue des Heiligen Johannes von Nepomuk, Sandstein, barock, 1734 | D-6-73-184-28 | weitere Bilder |
| Dammallee (Standort)                                                                       | Prozessionsaltar                                                    | Im Baldachinaufbau Relief mit Marienkrönung, Sandstein, bezeichnet „1743“ | D-6-73-184-53 | weitere Bilder |
| Groß, Straße nach Junkershausen (Standort)                                                 | Bildstock                                                           | Mit Gedenkinschrift, Sandstein, 1898 | D-6-73-184-36 | weitere Bilder |
| Hauptstraße, nördlich hinter dem Pfarrhof (Standort)                                       | Pietà                                                               | Sitzfigur auf Steinsockel, Sandstein, bezeichnet „1752“ | D-6-73-184-1  | weitere Bilder |
| Hauptstraße, Abzweig Kapellenweg (Standort)                                                | Bildstock                                                           | Mit St.-Blasius-Relief, Sandstein, 1760 | D-6-73-184-35 | weitere Bilder |
| Nähe Hauptstraße, auf der „Wiese“ (Standort)                                               | Schmerzensmann                                                      | Auf hohem Sockel, spätbarock, 1773 | D-6-73-184-26 | weitere Bilder |
| Nähe Hauptstraße (Standort)                                                                | Kriegerdenkmal für 1870/71                                          | Bavariastatue auf hohem Inschriftsockel, letztes Viertel 19. Jahrhundert | D-6-73-184-27 | weitere Bilder |
| Hauptstraße 12 (Standort)                                                                  | Hoftor                                                              | Verputzter Massivbau mit Sandsteinquaderbogen, 1799 | D-6-73-184-3  | weitere Bilder |
| Hauptstraße, vor Nr. 41 (Standort)                                                         | Prozessionsaltar                                                    | Reicher spätbarocker Aufbau mit Abendmahlsrelief und figürlichem Schmuck, als Bekrönung Josefstatue, Sandstein, 1792 | D-6-73-184-30 | weitere Bilder |
| Hauptstraße 65 (Standort)                                                                  | Pforte                                                              | Mit Vorhangbogen, Sandstein, bezeichnet „1608“ | D-6-73-184-5  | weitere Bilder |
| Hauptstraße 66 (Standort)                                                                  | Bauernhof, Wohnhaus                                                 | Traufständiges zweigeschossiges Satteldachhaus, Hausteinsockel, verputztes massives Erdgeschoss mit Eckquaderung, Fachwerkobergeschoss mit geschnitzten Eckständern und Taustäben an der Stockschwelle, Satteldach, Anfang 17. Jahrhundert | D-6-73-184-6  | weitere Bilder |
| Hofgasse 7 (Standort)                                                                      | Hausfigur                                                           | Kreuzschlepper, Sandstein | D-6-73-184-7  | weitere Bilder |
| Hofgasse 7 (Standort)                                                                      | Inschriftstein                                                      | bezeichnet „1721“ | D-6-73-184-7  | weitere Bilder |
| Hofgasse 8 (Standort)                                                                      | Holzrelief                                                          | Mit Martyrium des Heiligen Vitus, gefasst, spätgotisch, 1508 | D-6-73-184-8  | weitere Bilder |
| Hofgasse 16 (Standort)                                                                     | Katholische Friedhofskapelle St. Stephan                            | Kleiner verputzter Massivbau mit Eckquaderungen Saalbau mit Satteldach, im Kern gotisch, 13. Jahrhundert, eingezogener polygonaler spätgotischer Chor und Giebeldachreiter aus Werksteinen mit Pyramidendach 1507                          | D-6-73-184-9  | weitere Bilder |
| Hofgasse 16 (Standort)                                                                     | Friedhofsmauer                                                      | Naturstein mit halbrunder Bekrönung, zweite Hälfte 18. Jahrhundert | D-6-73-184-9  | weitere Bilder |
| Hofgasse 16 (Standort)                                                                     | Kreuzwegstationen                                                   | Reliefs in krabbenbesetzten Kielbogennischen, neugotisch, 1863 | D-6-73-184-9  | weitere Bilder |
| Hofgasse 16 (Standort)                                                                     | Friedhofskreuz                                                      | Neubarock, erste Viertel 20. Jahrhundert | D-6-73-184-9  | weitere Bilder |
| Hofgasse 16 (Standort)                                                                     | Mariengrotte                                                        | Stuckstatue, um 1896 | D-6-73-184-9  | BW             |
| Kaltenhag, Feldweg nordwestlich des Ortes (Standort)                                       | Heiligenhäuschen                                                    | Relief mit Vesperbild vor den Arma Christi, spätbarock, 18. Jahrhundert | D-6-73-184-34 | weitere Bilder |
| Kastenstraße 1 (Standort)                                                                  | Pforte                                                              | Mit Vorhangbogen, massiv verputzt, bezeichnet „1618“ | D-6-73-184-10 | weitere Bilder |
| Kastenstraße 7 (Standort)                                                                  | Pforte mit geradem Sturz                                            | Gestelztes Profil mit Ohrungen, Sandstein, bezeichnet „1761“, darüber Hausfigur, Sitzmadonna, Sandstein, 18. Jahrhundert | D-6-73-184-11 | weitere Bilder |
| Kastenstraße 9 (Standort)                                                                  | Bauernhof, Wohnhaus                                                 | Giebelständig, zweigeschossig mit Satteldach, massives Erdgeschoss, Obergeschoss mit Zierfachwerk, 18. Jahrhundert | D-6-73-184-12 | weitere Bilder |
| Kastenstraße 11 (Standort)                                                                 | Bauernhof, Wohnstallhaus                                            | Zweigeschossiger, giebelständiger Eckbau mit Satteldach, massives verputztes Erdgeschoss, Obergeschoss in Fachwerk, traufseitig verputzt, giebelseitig als freiliegendes Zierfachwerk, 17. Jahrhundert                                     | D-6-73-184-13 | weitere Bilder |
| Kastenstraße 11 (Standort)                                                                 | Bauernhof, Nebengebäude                                             | Verputzter Satteldachbau, 18. Jahrhundert; hölzernes Hoftor mit Nebengebäude in Fachwerk mit massivem Erdgeschoss, 18./19. Jahrhundert | D-6-73-184-13 | BW             |
| Kehlstraße 1 (Standort)                                                                    | Pforte                                                              | Vorhangbogen, Sandstein, bezeichnet „1622“ | D-6-73-184-14 | weitere Bilder |
| Kehlstraße 3 (Standort)                                                                    | Hausmadonna                                                         | Gefasste Holzstatue, barock, 18. Jahrhundert | D-6-73-184-15 | BW             |
| Kirchgasse 12 (Standort)                                                                   | Bauernhaus                                                          | Giebelständiger zweigeschossiger Satteldachbau, Quadersteinsockel, Erdgeschoss massiv verputzt, Obergeschoss mit freiliegendem Fachwerk, 18./19. Jahrhundert                                                                               | D-6-73-184-17 | weitere Bilder |
| Kirchgasse 14 (Standort)                                                                   | Bauernhof, Wohnstallhaus                                            | Giebelständiger zweigeschossiger Satteldachbau in Ecklage, massives verputztes Erdgeschoss mit Eckquaderung, Obergeschoss mit freiliegendem Fachwerk, 18. Jahrhundert                                                                      | D-6-73-184-18 | weitere Bilder |
| Kirchgasse 14 (Standort)                                                                   | Bauernhof                                                           | Zweigeschossiges traufständiges Stallgebäude, Fachwerkbau mit Satteldach auf Hausteinsockel, 18. Jahrhundert, straßenseitig neben dem Hofportal                                                                                            | D-6-73-184-18 | weitere Bilder |
| Kirchgasse 14 (Standort)                                                                   | Bauernhof, Scheune                                                  | Fachwerk mit Satteldach, 18. Jahrhundert | D-6-73-184-18 | BW             |
| Kirchplatz, vor dem Pfarrhof (Standort)                                                    | Hohes Kreuz                                                         | Mit trauernder Maria am Kreuzfuß, Sockel mit barock ornamentierter Kartusche, Sandstein, bezeichnet „1721“ | D-6-73-184-29 | weitere Bilder |
| Kirchplatz 1, in Ecklage zum Mockshügel (Standort)                                         | Rathaus                                                             | Zweigeschossiger in den Hang gebauter Traufseitbau auf hohem Steinsockel, massives verputztes Erdgeschoss, über Rundbogentor bezeichnet „1614“, Fachwerkobergeschoss mit Halbwalmdach 18. Jahrhundert                                      | D-6-73-184-19 | weitere Bilder |
| Kirchplatz 2 (Standort)                                                                    | Wohnhaus                                                            | Traufständiger zweigeschossiger Halbwalmdachbau, massiv verputzt, symmetrisch gegliederte Putzfassade mit zentral vorgelagerter Freitreppe, erste Hälfte 19. Jahrhundert                                                                   | D-6-73-184-20 | weitere Bilder |
| Kirchplatz 3 (Standort)                                                                    | Wohnhaus                                                            | Stattlicher zweigeschossiger Halbwalmdachbau auf hohem Steinsockel, Erdgeschoss massiv mit reichem Renaissanceportal und Wappenstein, Obergeschoss verputztes Fachwerk, Anfang 17. Jahrhundert                                             | D-6-73-184-21 | weitere Bilder |
| Kirchplatz 3, am Mockshügel neben dem Rathaus (Standort)                                   | Zwei Gaden                                                          | Mit Hausteinfassaden 17./18. Jahrhundert | D-6-73-184-21 | weitere Bilder |
| Kirchplatz 5 (Standort)                                                                    | Hofmauer                                                            | Bruchstein, an der nördlichen Grundstücksgrenze | D-6-73-184-21 | weitere Bilder |
| Kirchplatz 5 (Standort)                                                                    | Ehemaliger Amtshof, jetzt Pfarrhof                                  | Dreiseithofanlage: großer zweigeschossiger Wohnbau mit Satteldach, verputzter Massivbau, hofseitiges Mittelportal mit Sitznischen, Dreiecksgiebelverdachung und Skulpturen, Spätrenaissance, bezeichnet „1608“                             | D-6-73-184-22 | weitere Bilder |
| Kirchplatz 5 (Standort)                                                                    | Ehemaliger Amtshof, im Winkel anschließender Getreidespeicher       | Bruchsteinbau mit Satteldach, Anfang 17. Jahrhundert | D-6-73-184-22 | weitere Bilder |
| Kirchplatz 5 (Standort)                                                                    | Ehemaliger Amtshof, daran winklig anschließendes Wirtschaftsgebäude | Massiv mit Satteldach, 17. Jahrhundert, laut Inschrift renoviert 1769 | D-6-73-184-22 | BW             |
| Kirchplatz 5 (Standort)                                                                    | Ehemaliger Amtshof, Hofmauer mit barocker Pforte                    | Naturstein, bezeichnet „1753“ | D-6-73-184-22 | weitere Bilder |
| Kirchplatz 7 (Standort)                                                                    | Katholische Pfarrkirche St. Vitus                                   | Ehemaliger Chorturm, verputzter Massivbau mit Spitzhelm, nachgotisch, 1607 errichtet und neben dem 1962/63 nach Plänen von Erwin van Aaken in modernen Formen errichteten Langhaus; mit Ausstattung                                        | D-6-73-184-23 | weitere Bilder |
| Kirchplatz 9 (Standort)                                                                    | Schule                                                              | In den Hang gebauter zweigeschossiger historistischer Massivbau mit Walmdach, Mittelrisalit, rustizierter Sockel, barockisierende Details, bezeichnet „1902“, Fenster überformt                                                            | D-6-73-184-24 | weitere Bilder |
| Kleinlöhlein (Standort)                                                                    | Mariensäule                                                         | Sandstein, bezeichnet „1882“ | D-6-73-184-61 | BW             |
| Landwehr, nordöstlich des Ortes (Standort)                                                 | Sogenannter Weißer Turm, ehemaliger Wartturm                        | Rundturm in Bruchsteinmauerwerk, 15./16. Jahrhundert | D-6-73-184-38 | weitere Bilder |
| Mittelbach, am Ortsausgang Richtung Waltershausen (Standort)                               | Flurkreuz                                                           | Sandstein, 1760 | D-6-73-184-40 | BW             |
| Mittelhöll, an der Straße nach Rödelmaier (Standort)                                       | Flurkreuz                                                           | Sandstein, um 1900 | D-6-73-184-57 | Flurkreuz      |
| Nähe Hollstädter Weg; nordwestlich des Ortes (Standort)                                    | Flurkreuz                                                           | Hochkreuz auf Inschriftsockel, Sandstein, bezeichnet „1866“ | D-6-73-184-33 | BW             |
| Nähe Holzweg; am Holzweg beim Holzlagerplatz ca. 500 m südöstlich des Ortes (Standort)     | Bildstock                                                           | Mit Kreuzigungsrelief, Sandstein, spätgotisch, um 1600 | D-6-73-184-55 | Bildstock      |
| Staatsstraße 2429; Straße nach Junkershausen (Standort)                                    | Bildstock                                                           | Relief Maria Immaculata, rückseitig Inschrifttafel, Sandstein, neugotisch, bezeichnet „1864“ | D-6-73-184-39 | Bildstock      |
| Waltershäuser Straße 1; Abzweigung nach Junkershausen (Standort)                           | Bildstock                                                           | Mit Kreuzigungsgruppenrelief, Wappen und Inschriften, bezeichnet „1588“ | D-6-73-184-37 | weitere Bilder |
| Wehrgarten; ehemals an der B 279, Abzweigung nach Eichenhausen (Standort)                  | Bildstock                                                           | Relief Kreuzigungsgruppe in Kielbogenrahmung, seitlich Heilige, Rückseite Inschrift, Sandstein, bezeichnet „1619“ | D-6-73-184-32 | weitere Bilder |

### Eichenhausen
| Lage                                                                        | Objekt                                           | Beschreibung | Akten-Nr.     | Bild           |
| --------------------------------------------------------------------------- | ------------------------------------------------ | --- | ------------- | -------------- |
| Grubenäcker; am östlichen Ortsausgang, Abzweig Schlossmühlstraße (Standort) | Hochkreuz                                        | Kunststein, um 1925 | D-6-73-184-59 | BW             |
| Lautergasse 1 (Standort)                                                    | Gemeindehaus                                     | Zweigeschossiger giebelständiger Satteldachbau, Obergeschoss in Fachwerk, mit Uhrengaupe und Dachreiter, 18. Jahrhundert | D-6-73-184-54 | Gemeindehaus   |
| Nähe Neustädter Straße (Standort)                                           | Friedhofskreuz                                   | Sandstein, zweite Hälfte 19. Jahrhundert, auf dem Friedhof | D-6-73-184-43 | BW             |
| Nähe Neustädter Straße (Standort)                                           | Grabplatte des Franziskaners Johannes Volkheimer | Sandstein, bezeichnet „1627“, an der Friedhofskapelle | D-6-73-184-43 | BW             |
| Ortsstraße Ecke Mühlhauckweg (Standort)                                     | Bildstock                                        | Relief mit Kreuzigungsgruppe, rückwärtig Apostel Andreas, Sandstein, bezeichnet „1623“ | D-6-73-184-45 | Bildstock      |
| Nähe Torstraße (Standort)                                                   | Heiligenhäuschen                                 | Relief der Heiligen Familie in Rundbogennische, Sandstein, spätbarock, 1778 | D-6-73-184-44 | BW             |
| Ortsstraße (Standort)                                                       | Bildstock                                        | Vorderseite mit Relief der Kreuzigungsgruppe, Rückseite Wappen des Würzburger Bischofs Julius Echter von Mespelbrunn, seitlich je ein weiteres Wappen, Steinmetzzeichen, Sandstein, bezeichnet „1595“                                                | D-6-73-184-56 | BW             |
| Ortsstraße 20 (Standort)                                                    | Gasthaus                                         | Zweigeschossiger Satteldachbau auf Winkelgrundriss mit überbauter Toreinfahrt, Erdgeschoss massiv, Obergeschoss Fachwerk, um 1800 | D-6-73-184-46 | Gasthaus       |
| Ortsstraße 34 (Standort)                                                    | Pforte mit Vorhangbogen                          | Sandstein, um 1600 | D-6-73-184-48 | BW             |
| Schloßgartenstraße (Standort)                                               | Bildstock                                        | In schlichten Rundbogennischen vorn Relief der Kreuzigungsgruppe, rückwärtig Anna und Maria, seitlich zwei weitere Heilige, bezeichnet „1630“ | D-6-73-184-49 | BW             |
| Schloßhof 3; Schloßhof 1, in Ecklage zur Schneegasse (Standort)             | Ehemaliges Schloss                               | Giebelständig zur Ortsstraße gelegener zweigeschossiger Halbwalmdachbau, massiv, verputzt, über hohem vorgezogenem Keller mit Natursteinmauer und Wappenportal, im Kern 1712, stark überformt                                                        | D-6-73-184-51 | BW             |
| Schloßhof 3; Schloßhof 1 (Standort)                                         | Ehemaliges Schloss, Nebengebäude                 | Zweigeschossig, massives Erdgeschoss, Fachwerkobergeschoss, Satteldach, 18. Jahrhundert, traufständig zur Ortsstraße | D-6-73-184-51 | BW             |
| Schneegasse, gegenüber Einmündung Schulplatz (Standort)                     | Bildstock                                        | Reliefs: Pietà, rückwärtig Maria Immaculata zwischen kniendem Stifterpaar, an den Seiten je ein Heiliger, Sandstein, bezeichnet „1712“ | D-6-73-184-52 | Bildstock      |
| Sankt-Anna-Platz (Standort)                                                 | Bildstock                                        | Balusterartiger Sockel, geschwungener Pfeiler, Aufsatz mit Reliefs der Marienkrönungsrelief und der Pietà, seitlich eine weibliche Heilige und ein Ritterheiliger, Bekrönung Josefstatue, Sandstein, in reichen Formen des Rokoko, bezeichnet „1781“ | D-6-73-184-58 | BW             |
| Sankt-Anna-Platz 3 (Standort)                                               | Katholische Filialkirche St. Anna                | Kleiner massiver Saalbau mit Satteldach, nachgotisch, Ende 16. Jahrhundert, verschieferter Spitzhelmdachreiter 1613; mit Ausstattung | D-6-73-184-42 | weitere Bilder |

## Ehemalige Baudenkmäler
In diesem Abschnitt sind Objekte aufgeführt, die früher einmal in der Denkmalliste eingetragen waren, jetzt aber nicht mehr. Objekte, die in anderem Zusammenhang also z. B. als Teil eines Baudenkmals weiter eingetragen sind, sollen hier nicht aufgeführt werden. Aktennummern in diesem Abschnitt sind ehemalige, jetzt nicht mehr gültige Aktennummern.

| Lage                                                            | Objekt        | Beschreibung                                                                         | Akten-Nr.     | Bild           |
| --------------------------------------------------------------- | ------------- | ------------------------------------------------------------------------------------ | ------------- | -------------- |
| Wülfershausen Hauptstraße 14 (Standort)                         | Hausfigur     | Pietà, Stein, 18. Jahrhundert, Fassung neu; Kartusche, Naturstein, bezeichnet „1797“ | D-6-73-184-4  | weitere Bilder |
| Wülfershausen Kehlstraße 21 (Standort)                          | Hausfigur     | 18./19. Jahrhundert                                                                  | D-6-73-184-16 | BW             |
| Wülfershausen B 279; Straße nach Bad Königshofen im Grabfeld () | Bildstock     | Zweite Hälfte 19. Jahrhundert                                                        | D-6-73-184-31 |                |
| Eichenhausen Sankt-Anna-Platz 4 (Standort)                      | Pfeilerportal | 1788                                                                                 | D-6-73-184-50 | BW             |

## Abgegangene Baudenkmäler
In diesem Abschnitt sind Objekte aufgeführt, die früher einmal in der Denkmalliste eingetragen waren, jetzt aber nicht mehr existieren, z. B. weil sie abgebrochen wurden. Aktennummern in diesem Abschnitt sind ehemalige, jetzt nicht mehr gültige Aktennummern.

| Lage                                    | Objekt    | Beschreibung                                                             | Akten-Nr.    | Bild           |
| --------------------------------------- | --------- | ------------------------------------------------------------------------ | ------------ | -------------- |
| Wülfershausen Hauptstraße 66 (Standort) | Bauernhof | Pforte mit profiliertem Vorhangbogen, Sandsteinquader, bezeichnet „1601“ | D-6-73-184-6 | weitere Bilder |